# 福岡県立嘉穂東高等学校
福岡県立嘉穂東高等学校（ふくおかけんりつかほひがしこうとうがっこう）は福岡県飯塚市立岩にある男女共学の県立高等学校である。略称は「東」「嘉穂東」など。

## 沿革
- 1910年4月 炭鉱経営者伊藤伝右衛門の建設費用及び経費寄付により飯塚市西町に定150修業年限3ヵ年嘉穂郡立技芸女学校として設立された。
- 1919年3月 福岡県に移管し、福岡県立嘉穂高等女学校と改称。
- 1936年 現在の飯塚市立岩に移転。
- 1948年4月 学制改革により福岡県立嘉穂女子高等学校に改称。
- 1949年４月福岡県立二瀬高等学校と合併。
- 1949年8月 福岡県立嘉穂東高等学校と改称。
- 2010年 創立100周年を迎えた。

## 概要
校訓は、「清純・礼節・理智・勇気」である。前身が高等女学校だけにどちらかといえば女子生徒が傾向である。
以前は女子クラスも存在していたが、現在はすべて男女共学クラスになっている。ただし英語科は女子が大半である。
地域トップ校の福岡県立嘉穂高等学校に比べて校則・校風が緩いため人気があるが同時に倍率も高く、バブル期までは受験者の約半分程度しか合格できなかった。また同時期には公務員試験合格者が県内トップであり、公務員養成には特に力を入れていた。HR前の8:40～8:50まで朝読書の時間を設けている。普通科クラスと英語科クラスを設けており、普通科には特別進学クラス（特進）も設置されている。
合格者説明会にて特進クラス希望者を募る（毎年2クラス設けられる）。2年次に文系あるいは理系にわかれる。その際それぞれに特進クラスが設けられる。普通科の場合、三年次には、国公立四年制大学進学を目指す文理Iクラス（普通クラス・特別進学クラス各1クラスずつ）、公務員・就職を目指す文理IIクラス、私立四年制大学を目指す私文Iクラス、短大・専門学校を目指す私文IIクラス、四年制大学（理系）進学を目指す理Iクラス、看護系学部・専門学校を目指す理IIクラス、の合計7クラスに分けられる。
2008年度からは毎週木曜日が7時眼授業となっている。略称は「東」「嘉穂東」「ほひが」

## 学校行事
| 4月 入学式 新入生オリエンテーション 始業式 規律と友情の体験学習（1年生） 5月 中間考査 父母教師会総会 生徒総会 6月 野球定期戦（対嘉穂高校） 文化祭 期末考査 7月 クラスマッチ 保護者会 終業式 ホームステイ出発 夏季課外 8月 夏季課外 ホームステイ帰国 合宿勉強会 | 9月 始業式 体育祭 生徒会選挙 10月 中間考査 芸術鑑賞会 体験入学 11月 マラソン大会 12月 期末考査 保護者会 終業式 冬季課外 | 1月 始業式 寒稽古(1・2年生） カルタ大会（1年生） 修学旅行（スキー研修）（2年生） 2月 予選会 期末考査 3月 卒業式 クラスマッチ 英語合宿 入学者選抜学力検査 |

## 定期戦
本校野球部と嘉穂高校野球部との野球の公式戦。毎年5月下旬の平日に行われている。なお、以前は嘉穂高校側は部活動に入部していない生徒のみ参加であったが、嘉穂東高校側は以前より全生徒が応援参加に参加していた(現在では嘉穂高校側も全生徒が参加している。)。毎年接戦が繰り広げられ、各校の応援団と吹奏楽部、生徒のコールは地元の風物詩であり、生徒も含め毎年2千人以上がスタンドを埋める。以前は飯塚市飯塚野球場で行われていたが、現在では県営筑豊緑地野球場で開催されている。両校共に創立100年を越す伝統校であり、1953年が初の学校行事としての試合であった。以前は春(6月上旬）と秋(11月上旬）の2回行われていたが、授業要領の改訂により現在は1回のみになっている。

## 部活動
部活動においては、サッカー部に力を入れており、県内の公立高校では１位である。文化部では、書道部や吹奏楽部などが全国大会へと出場している。
運動部
- 陸上競技部
- 野球部
- サッカー部
- バドミントン部
- ソフトテニス部
- バスケットボール部
- バレーボール部
- 卓球部
- 水泳部
- 柔道部
- 剣道部
- 弓道部
- 応援団

文化部
- 生物部
- 物理部
- 化学部
- 書道部
- 美術部
- 写真部
- 吹奏楽部
- 文芸部
- 食物部
- ボランティア部
- ESS部
- 茶道部
- 華道部
- 放送部

## 著名な卒業生
- 大塚周一（元ジャパンディスプレイ社長兼CEO、元エルピーダメモリCOO）
- 荻田伍（元アサヒグループホールディングス会長兼CEO、元日本経団連副会長）
- 川上和彦（世田谷区議会議長）
- 岡本麗（女優）
- 芳野友美（女優）
- 清川進也（音楽プロデューサー）
- 瓜生正義（ボートレーサー）
- 羽野直也（ボートレーサー)

## 交通アクセス
最寄りの鉄道駅
- JR九州 福北ゆたか線・後藤寺線「新飯塚駅」下車徒歩10分

最寄りのバス停
- 西鉄バス「嘉穂東高校」バス停下車徒歩1分

最寄りの道路
- 国道200号飯塚バイパス
- 福岡県道448号幸袋柏森線

## 連絡先
- 福岡県飯塚市立岩1730番地5